# Konstanty Lewkowicz
Konstanty Lewkowicz (ur. 3 czerwca 1929 w Berezie Kartuskiej, zm. 6 lipca 2017 w Łodzi) – polski filmowiec, kierownik produkcji i nauczyciel akademicki. Członek Stowarzyszenia Filmowców Polskich i Polskiej Akademii Filmowej.

## Życiorys
Studiował na Wydziale Prawa Uniwersytetu Łódzkiego oraz w Wyższej Szkole Ekonomicznej w Łodzi. W 1956 ukończył studia na Wydziale Organizacji Produkcji Filmowej Państwowej Wyższej Szkoły Filmowej w Łodzi. Od 1979 związany był z Państwową Wyższą Szkołą Filmową, Telewizyjną i Teatralną im. Leona Schillera w Łodzi jako wykładowca piastując również funkcję prorektora tejże uczelni w latach 1984–1990 oraz prodziekana Wydziału Organizacji Produkcji Filmowej w latach 1997–2002. Lewkowicz był także w latach 1990–2005 szefem produkcji działającego przy PWSFTviT – Studia Filmowego „Indeks”. W trakcie swojej kariery zawodowej kierował produkcją ponad 40 filmów i seriali, w tym między innymi „Czarnych chmur” w reż. Andrzeja Konica, „Chudego i innych” w reż. Henryka Kluby, „Epitafium dla Barbary Radziwiłłówny” w reż. Janusza Majewskiego, „Popiołów” w reż. Andrzeja Wajdy, „Rzeczypospolitej babskiej” w reż. Hieronima Przybyły oraz „Świadectwa urodzenia” w reż. Stanisława Różewicza. W 2012 został uhonorowany Nagrodą Stowarzyszenia Filmowców Polskich za całokształt osiągnięć artystycznych.

## Odznaczenia
- Złoty Krzyż Zasługi (1977)[1]
- Srebrny Medal „Zasłużony Kulturze Gloria Artis” (2013)[1]